# Escosse
Escosse – miejscowość i gmina we Francji, w regionie Oksytania, w departamencie Ariège.
Według danych na rok 1990 gminę zamieszkiwały 324 osoby, a gęstość zaludnienia wynosiła 22 osoby/km² (wśród 3020 gmin regionu Midi-Pyrénées, Escosse plasuje się na 743. miejscu pod względem liczby ludności, natomiast pod względem powierzchni na miejscu 781.).